# John Winans
John Winans (Vernon, 27 de septiembre de 1831 - Janesville, 17 de enero de 1907) fue un abogado y político estadounidense. Sirvió un término en la Cámara de Representantes por el 1.º distrito congresional de Wisconsin y sirvió seis años en la Asamblea del Estado de Wisconsin representando a Janesville y el condado de Rock. También ocupó varios cargos locales, incluidos dos mandatos como alcalde de Janesville.

## Primeros años
Winans nació en Vernon, Nueva Jersey y se educó en escuelas públicas y privadas. Estudió derecho y fue admitido a la abogacía en 1855. Llegó a Wisconsin en 1857 y se instaló en Janesville, donde ejerció su profesión. Se desempeñó como miembro del consejo de la ciudad de Janesville en 1861 y como abogado de la ciudad en varias ocasiones. Se desempeñó como delegado a la Convención Nacional Demócrata de 1864, y en 1868 fue el candidato demócrata al Congreso del 2.º distrito congresional de Wisconsin contra el republicano Benjamin F. Hopkins.

## Carrera
Winans fue elegido por primera vez para la Asamblea Estatal del distrito de la Quinta Asamblea del Condado de Rock (la ciudad de Janesville) en 1873 como miembro del Partido de la Reforma de corta duración, una coalición de demócratas, republicanos reformistas, liberales y Grangers que se formó en 1873 y que aseguró la elección durante dos años de William Robert Taylor como gobernador de Wisconsin. Recibió 741 votos contra 633 para el titular republicano Henry A. Patterson, y fue asignado al comité permanente del poder judicial, del cual fue elegido presidente. Se postuló para la reelección en 1874 bajo la etiqueta de "Reforma Democrática" (la coalición reformista había comenzado a disolverse y Taylor perdería su candidatura a la reelección en 1875), pero fue derrocado por el republicano Hiram Merrill, quien obtuvo 799 votos para 694 para Winans. Winans sirvió como coronel en el personal del gobernador Taylor en 1874 y 1875.
Regresó a la práctica de la abogacía y fue elegido miembro de la Asamblea nuevamente como demócrata en 1881 del nuevo distrito del condado de 2nd Rock (la ciudad de Janesville, más las ciudades de Janesville y Rock) con 806 votos contra 618 para el republicano Oscar F. Nowlan y 109 para el prohibicionista G. W. Lawrence (el actual republicano Franklin Lawrence no era candidato a la reelección; se desconoce si los dos Lawrences estaban relacionados). Regresó al comité judicial y también fue asignado al comité de proyectos de ley en la tercera lectura . Winans también fue seleccionado por la Corte Suprema de Wisconsin en 1882 como uno de los comisionados para representarlos en la planificación de la expansión del edificio del Capitolio del estado de Wisconsin.

## Congreso de los Estados Unidos
Winans fue elegido como demócrata independiente para el cuadragésimo octavo Congreso (4 de marzo de 1883 - 3 de marzo de 1885) en representación del 1.º distrito congresional de Wisconsin, derrocando al titular republicano de cinco mandatos Charles G. Williams, con 12.307 votos contra 11.853 para Williams, 2207 para el prohibicionista C. M. Blackman, y 10 para el exsenador estatal William L. Utley, que había servido en la legislatura como Free Soiler y republicano, pero ahora era Greenback.
No fue candidato a la nueva designación en 1884, ya que se postuló para alcalde de Janesville. Fue sucedido en el Congreso por el republicano Lucien B. Caswell.

## Carrera posterior
Fue elegido alcalde de Janesville en abril de 1885 por un período de dos años, sobre el republicano Charles Valentine. Fue electo a la Asamblea como demócrata nuevamente en 1886, después de ser derrotado en una carrera por el Senado de los Estados Unidos por el actual republicano Philetus Sawyer, quien ganó los votos de 82 legisladores, 37 para Winans y seis para el populista John Cochran. Para la Asamblea, recibió 1.132 votos contra 1.047 para el republicano Oscar Nowland (el actual republicano Pliny Norcross no era candidato) y 91 para el prohibicionista James Harris. Cuando se abrió la sesión de la Asamblea, él era el candidato demócrata a presidente, perdiendo ante el republicano Thomas B. Mills en lo que resultó ser una contienda de seis hombres. Volvió una vez más al comité judicial y al comité de proyectos de ley en la tercera lectura. No fue candidato a la reelección en 1888 y fue sucedido por el republicano Cyrus Miner.
Fue elegido miembro de la Asamblea (como demócrata) por última vez en 1890; el segundo distrito ya no incluía el Pueblo de Rock, pero sí incluía los de Center y Harmony. Recibió 1487 votos contra 1308 para Nowland y 67 para el prohibicionista CW Cook. Volvió a ser presidente del comité judicial; y también estuvo en los comités conjuntos sobre instituciones caritativas y penales, y en prorrateo (sirviendo como copresidente de la Asamblea de este último comité). Después de la redistribución de distritos de 1891, la mayor parte de su distrito se colocó en el nuevo distrito de la asamblea del tercer condado de Rock; Winans no se postuló para la reelección y fue sucedido por su compañero demócrata Agesilaus Wilson.
Se postuló para la Asamblea de nuevo en 1896, pero fue derrotado por William G. Wheeler, quien había sido aprendiz en sus oficinas de abogados cuando era joven. Continuó ejerciendo la abogacía en Janesville, hasta su fallecimiento el 17 de enero de 1907. Fue enterrado en el cementerio de Oak Hill.